# 国际货币体系
国际货币体系是指能支配各国货币关系规则的一个完整系统。国际货币体系一般包括四个方面，分別為汇率制度；国际货币和国际储备资产，以黄金或某国货币作为国际货币用于国际支付，一国政府应以何种国际储备资产来维持国际收支；国际收支调节机制，各国如何调节国际收支的不平衡；各国货币的可兑换性与国际结算的原则。一国货币能否自由兑换;在结算  国家间的债权债务关系时，采用何种结算方式。
根据国际储备货币或国际本位货币的不同，国际货币体系可分为金本位制度、金汇兑本位制度和信用本位制度。金本位制度是指以黄金作为国际储备资产或国际本位货币的制度；金汇兑本位制度是指同时以黄金和可直接自由兑换的货币作为国际储备资产的制度；信用本位制度是指以外汇作为国际储备资产而与黄金无任何联系的制度。

## 歷史
1816年，英國採用金本位制。之後歐洲各國逐漸跟進採用金本位制，至十九世紀末大多數主要國家皆已採用金本位制。在此之前，有些國家採用銀本位或金銀複本位。
1914年，一戰爆發，各主要國家停止貨幣與黃金的兌換。
一戰結束後，美國於1919年回歸金本位制，英國於1925年回歸金本位制。
1930年代的經濟大蕭條時代，各國被迫中止金本位制，放任匯率浮動。
1945年二戰結束後，布列敦森林制度建立，開始新一輪的國際金本位制，美元作為國際貿易的主要貨幣，並與黃金價格掛勾。
1971年，在尼克森衝擊的背景下，布列敦森林制度終結，美元與黃金價格脫鉤，國際金本位制的時代終結，世界貨幣政策此後採用浮動匯率制。